# Marius Lăcătuș

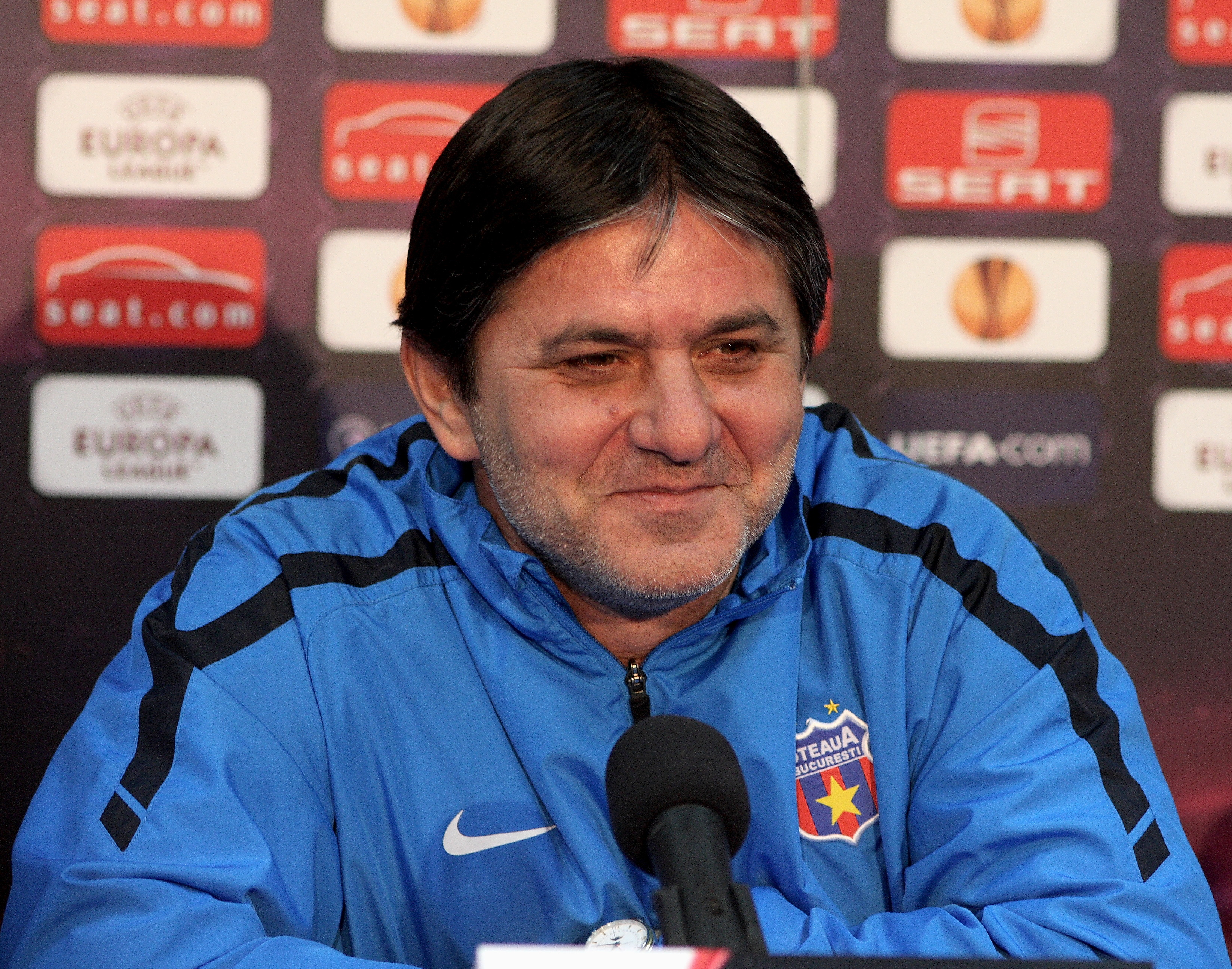
Marius Lăcătuş

Marius Mihai Lăcătuș (Brașov, 5 april 1964) is een voormalig Roemeens voetballer en huidig voetbaltrainer.

## Clubcarrière
Lăcătuș begon zijn loopbaan als aanvaller in de jeugd bij FC Brașov waar hij in 1981 debuteerde. In 1983 ging hij naar Steaua Boekarest waar hij tot 1990 in totaal 200 wedstrijden speelde en doorbrak. Hij speelde bij ACF Fiorentina en Real Oviedo voordat hij in 1993 bij Steaua terugkeerde. In 2000 besloot hij zijn loopbaan bij Național Boekarest.

## Interlandcarrière
Tussen 1984 en 1998 speelde hij 84 wedstrijden voor het Roemeens voetbalelftal waarbij hij 13 doelpunten maakte. Hij maakte deel uit van de selectie voor het Wereldkampioenschap voetbal 1990, Wereldkampioenschap voetbal 1998 en het Europees kampioenschap voetbal 1996.

## Trainerscarrière
Na zijn spelersloopbaan werd hij trainer en was onder andere meermaals hoofdtrainer bij Steaua.

## Erelijst
Steaua Boekarest
- Europa Cup

1986
- Europese Supercup

1987

## Trivia
Marius Lăcătus kreeg in Nederland extra bekendheid door het commentaar van Hugo Walker bij zijn goal tegen de Sovjet-Unie tijdens het WK'90: "Lacatus, Lacatuuuuuuuuus, goal!"